# Бове
Бове́ (фр. Beauvais) — місто та муніципалітет у Франції, у регіоні О-де-Франс. Адміністративний центр департаменту Уаза. З середньовіччя був центром Бовеського єпископства-графства. Окраса міста — Бовеський собор. Населення — 56 677 осіб (01.01.2021).
Муніципалітет розташований на відстані близько 70 км на північ від Парижа, 55 км на південь від Ам'єна.

## Демографія
Динаміка населення (Cassini і INSEE ):
Розподіл населення за віком та статтю (2006):
| Стать | Всього | До 15 років | 15-24 | 25-44 | 45-64 | 65-85 | Понад 85 |
| --- | ------ | ----------- | ----- | ----- | ----- | ----- | -------- |
| Чоловіки | 26 330 | 5573        | 4555  | 7387  | 5900  | 2685  | 230      |
| Жінки | 29 166 | 5358        | 4367  | 8095  | 6569  | 4130  | 647      |
| \| Статево-вікова піраміда \| Статево-вікова піраміда \| Статево-вікова піраміда \| \| ----------------------- \| ----------------------- \| ----------------------- \| \| Чоловіки \| Вік \| Жінки \| \| 230 \| 85 + \| 647 \| \| 446 \| 80-84 \| 899 \| \| 533 \| 75-79 \| 1033 \| \| 825 \| 70-74 \| 1136 \| \| 881 \| 65-69 \| 1062 \| \| 1107 \| 60-64 \| 1164 \| \| 1610 \| 55-59 \| 1594 \| \| 1515 \| 50-54 \| 1884 \| \| 1668 \| 45-49 \| 1927 \| \| 1731 \| 40-44 \| 2015 \| \| 1641 \| 35-39 \| 1928 \| \| 1839 \| 30-34 \| 1973 \| \| 2176 \| 25-29 \| 2179 \| \| 2262 \| 20-24 \| 2400 \| \| 2293 \| 15-20 \| 1967 \| \| 1730 \| 10-14 \| 1744 \| \| 1829 \| 5-9 \| 1756 \| \| 2014 \| 0-4 \| 1858 \| |        |             |       |       |       |       |          |
| Статево-вікова піраміда |        |             |       |       |       |       |          |
| Чоловіки | Вік    | Жінки       |       |       |       |       |          |
| 230 | 85 +   | 647         |       |       |       |       |          |
| 446 | 80-84  | 899         |       |       |       |       |          |
| 533 | 75-79  | 1033        |       |       |       |       |          |
| 825 | 70-74  | 1136        |       |       |       |       |          |
| 881 | 65-69  | 1062        |       |       |       |       |          |
| 1107 | 60-64  | 1164        |       |       |       |       |          |
| 1610 | 55-59  | 1594        |       |       |       |       |          |
| 1515 | 50-54  | 1884        |       |       |       |       |          |
| 1668 | 45-49  | 1927        |       |       |       |       |          |
| 1731 | 40-44  | 2015        |       |       |       |       |          |
| 1641 | 35-39  | 1928        |       |       |       |       |          |
| 1839 | 30-34  | 1973        |       |       |       |       |          |
| 2176 | 25-29  | 2179        |       |       |       |       |          |
| 2262 | 20-24  | 2400        |       |       |       |       |          |
| 2293 | 15-20  | 1967        |       |       |       |       |          |
| 1730 | 10-14  | 1744        |       |       |       |       |          |
| 1829 | 5-9    | 1756        |       |       |       |       |          |
| 2014 | 0-4    | 1858        |       |       |       |       |          |

## Економіка
2010 року серед 36 225 осіб працездатного віку (15—64 років) 25 143 були активними, 11 082 — неактивними (показник активності 69,4%, у 1999 році було 71,9%). З 25 143 активних мешканців працювали 20 832 особи (10 652 чоловіки та 10 180 жінок), безробітними було 4311 (2147 чоловіків та 2164 жінки). Серед 11 082 неактивних 4108 осіб було учнями чи студентами, 2866 — пенсіонерами, 4108 були неактивними з інших причин.

У 2010 році в муніципалітеті числилось 23484 оподатковані домогосподарства, у яких проживали 53936,5 особи, медіана доходів виносила 15 987 євро на одного особоспоживача

## Галерея зображень

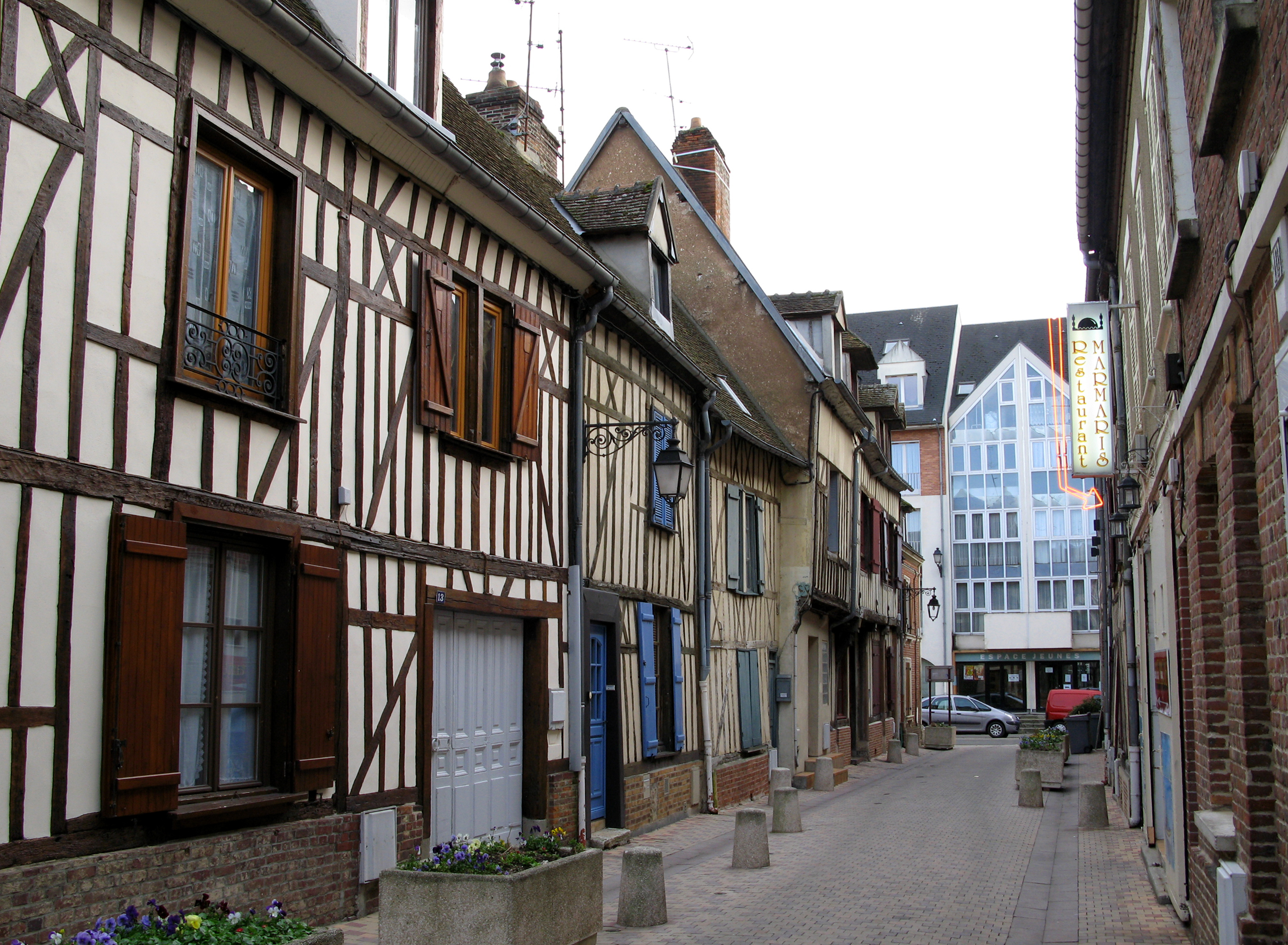
Старі будинки на вулиці rue d'Alsace.
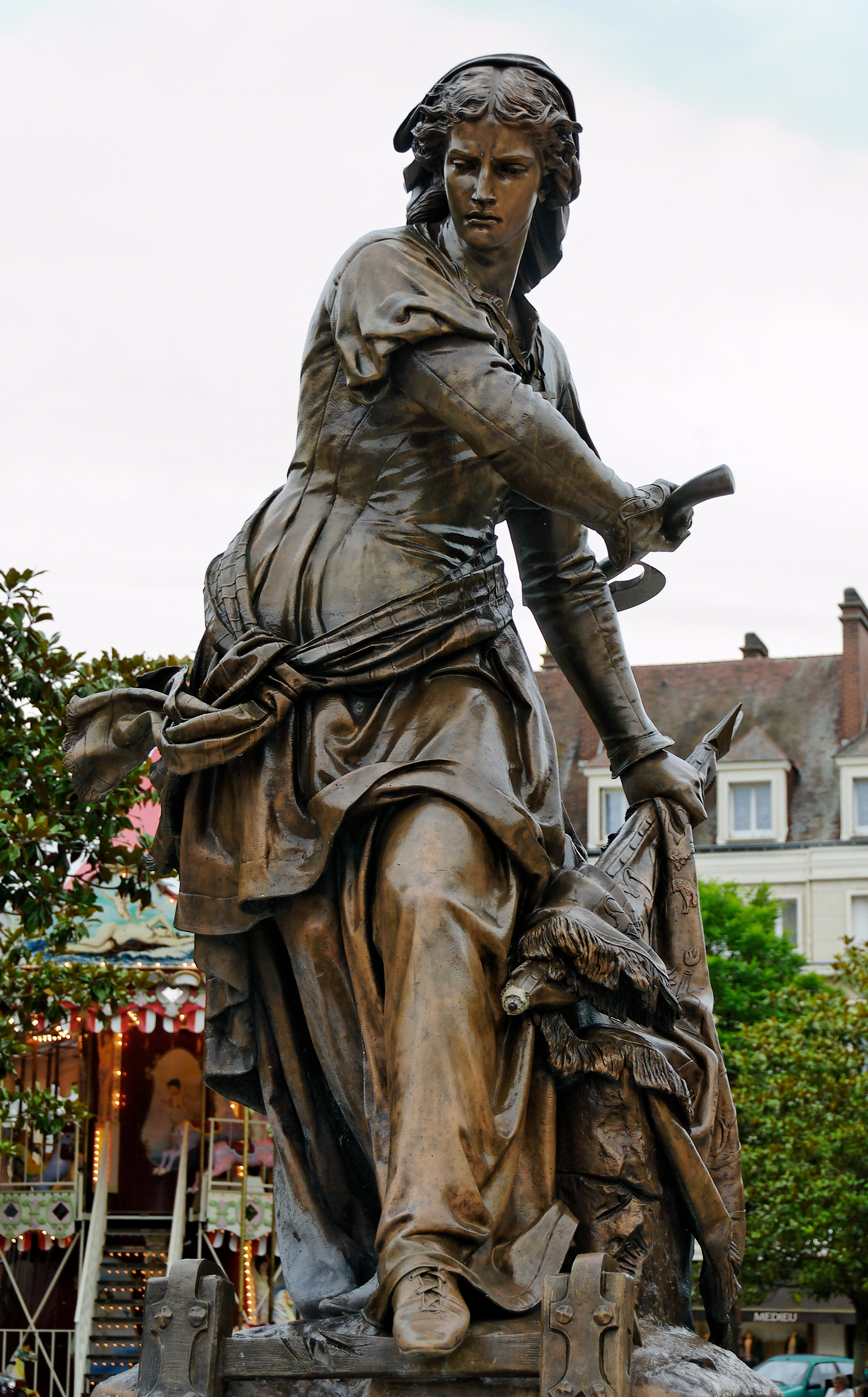
Пам'ятник Жанні Ашетт
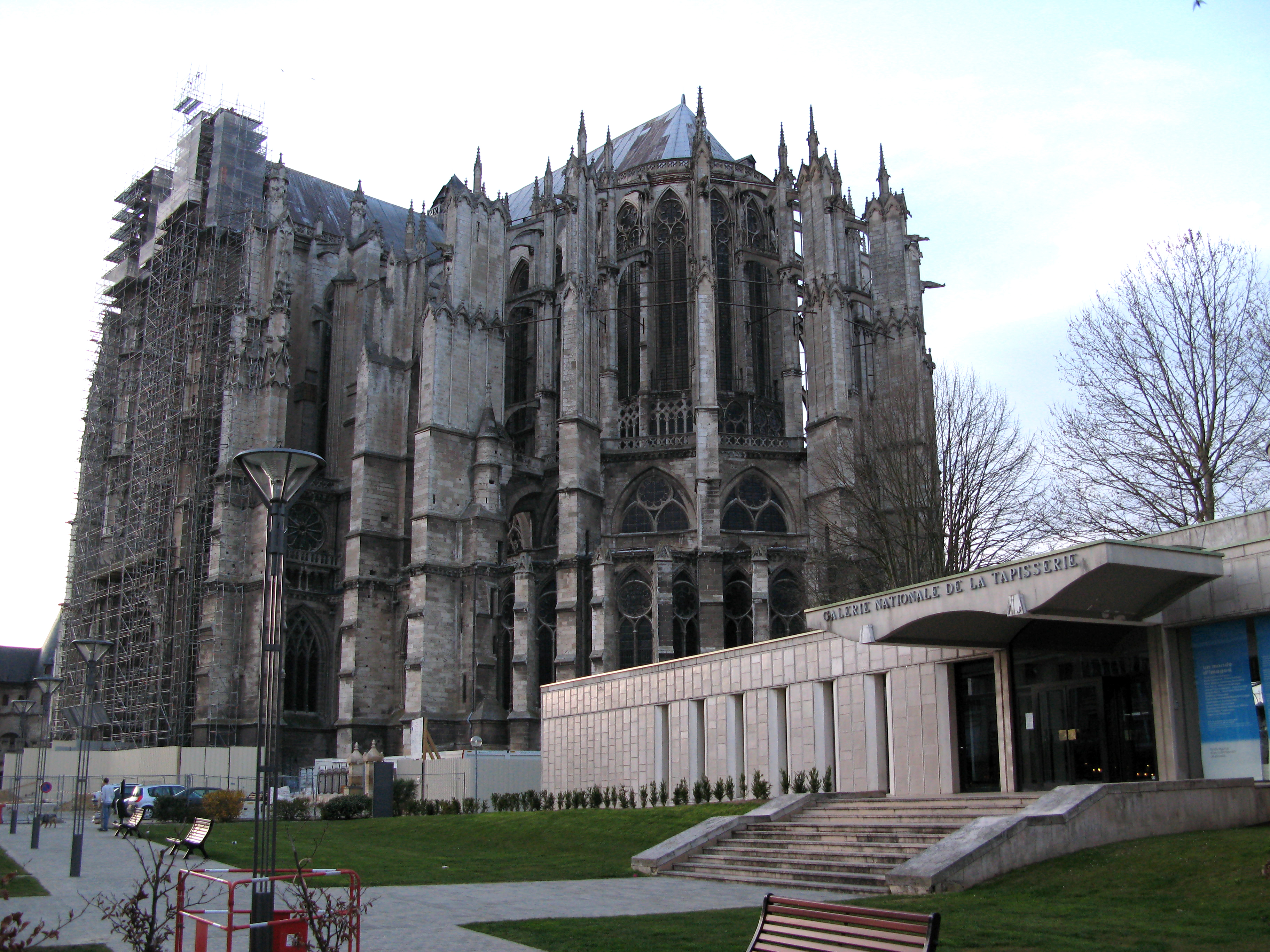
Національна галерея килимарства поряд із собором
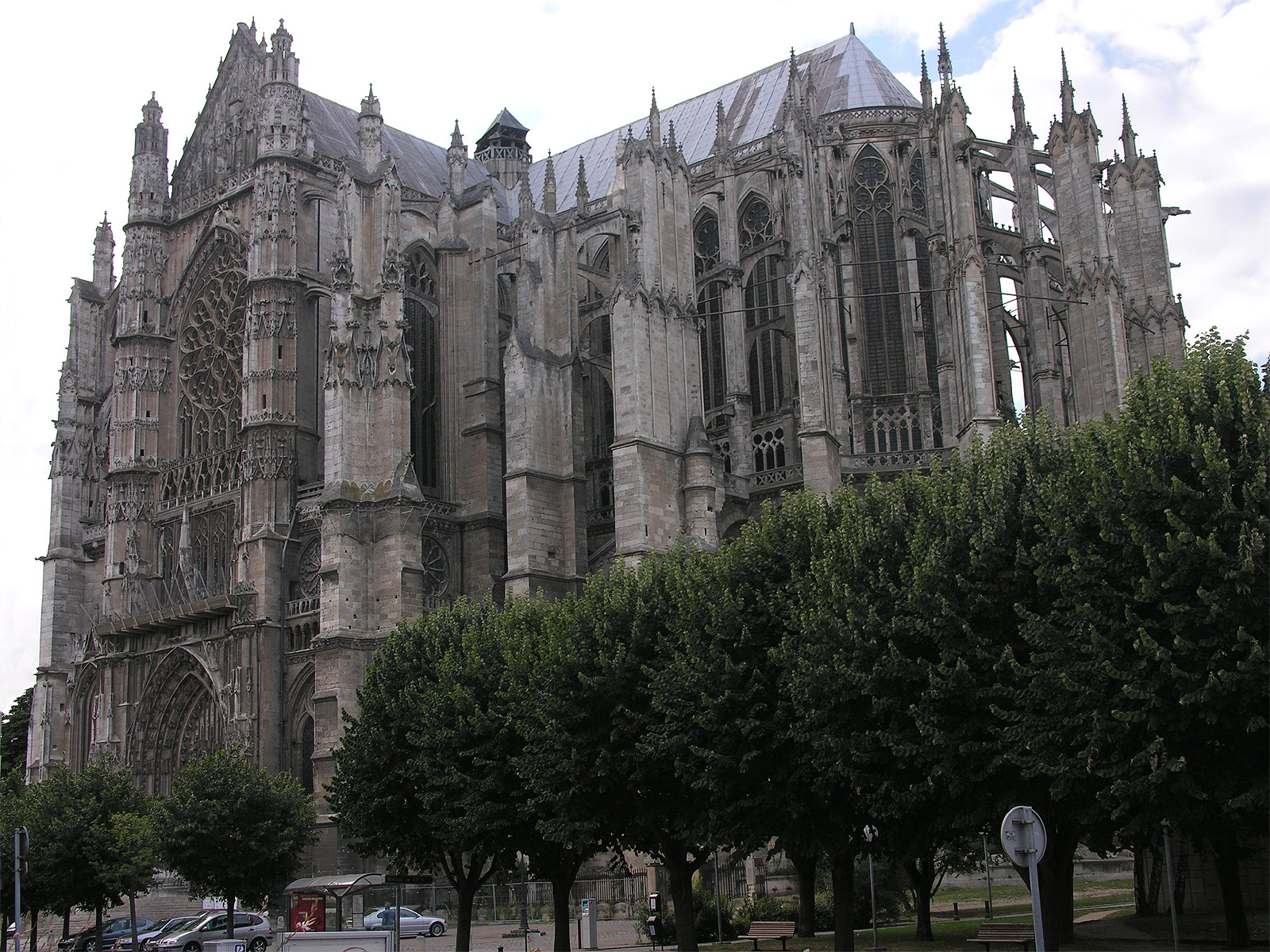
Собор
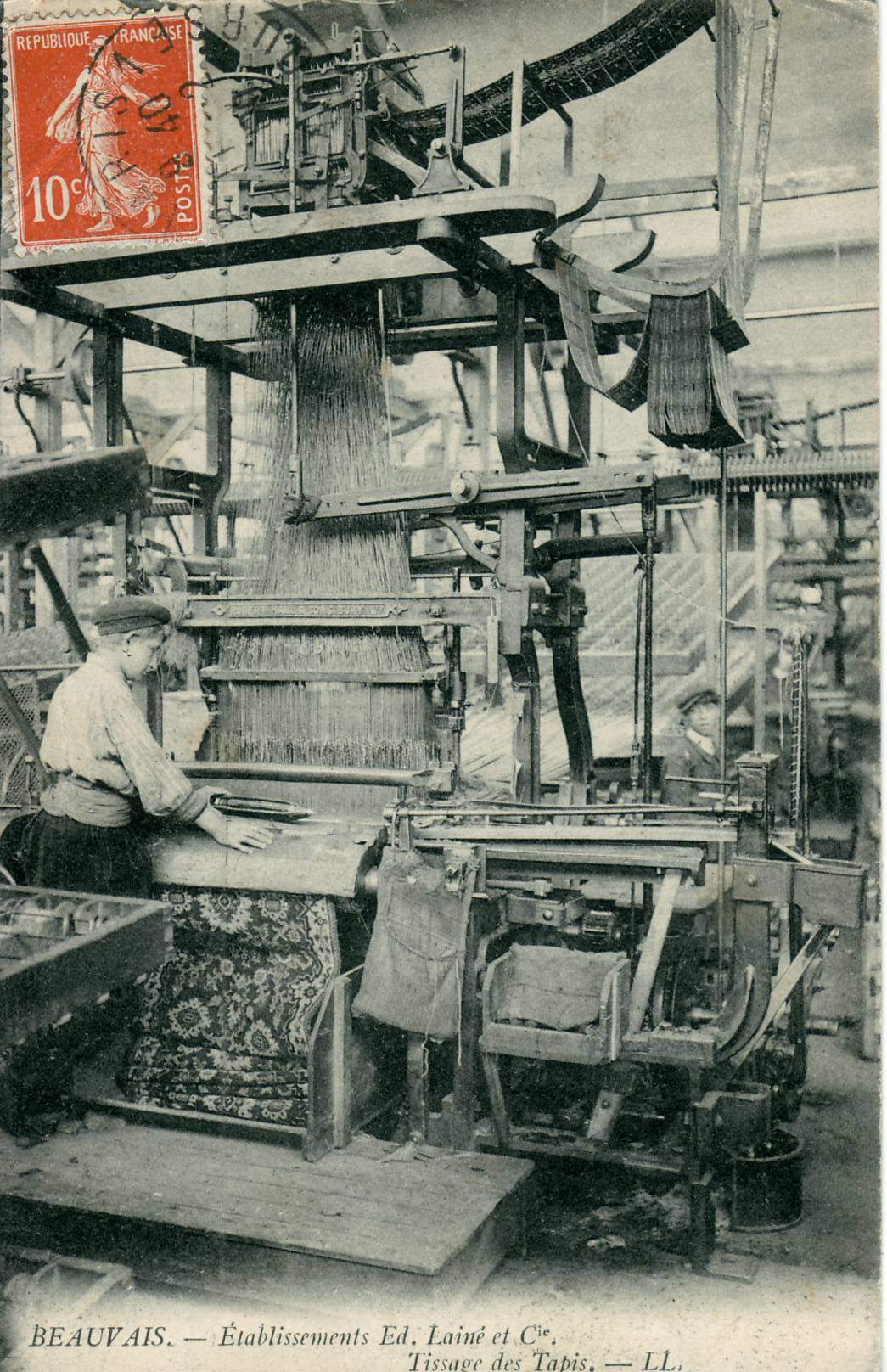
Ткацький верстат початку XX століття
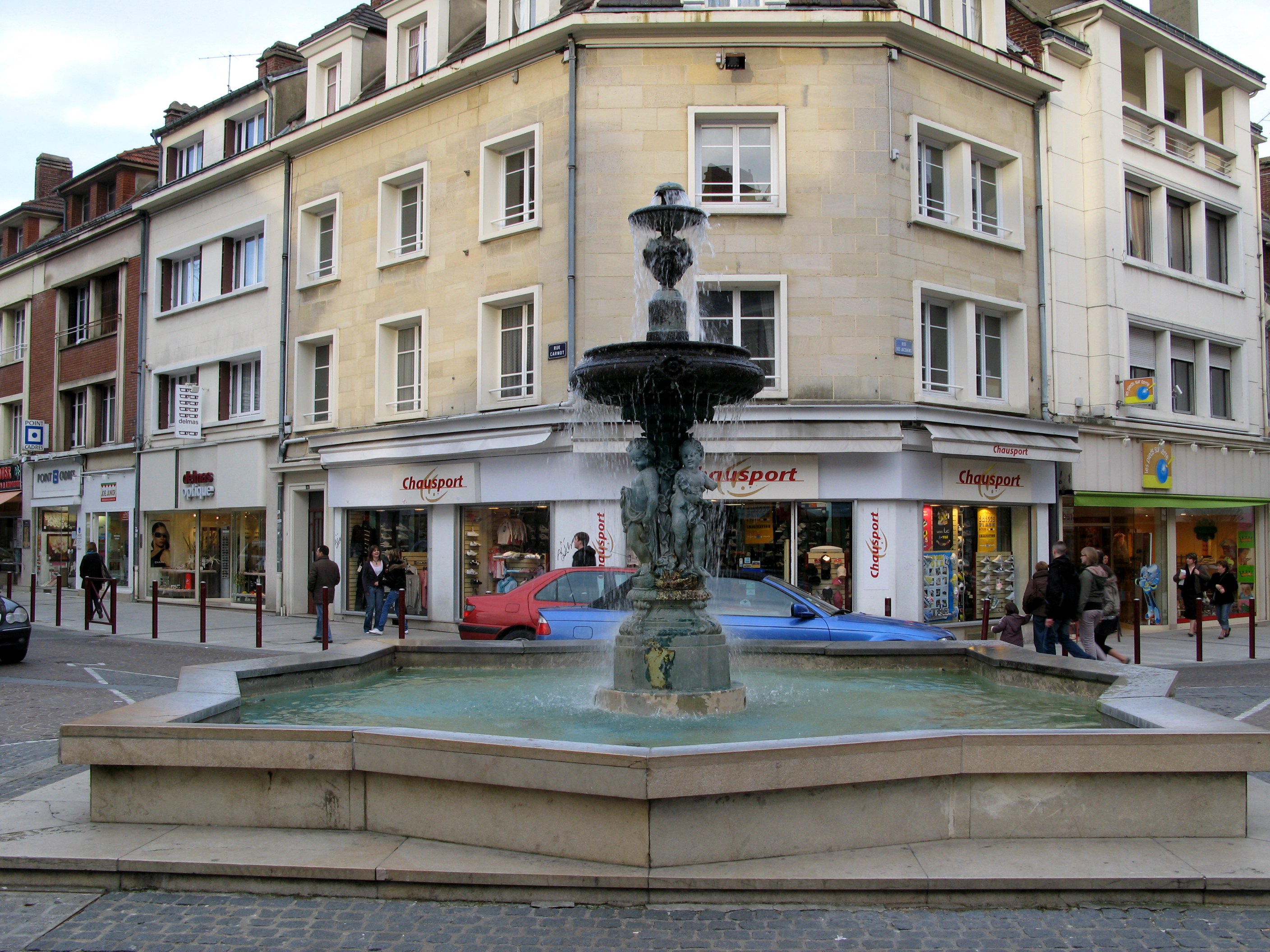
Фонтан у центрі міста.
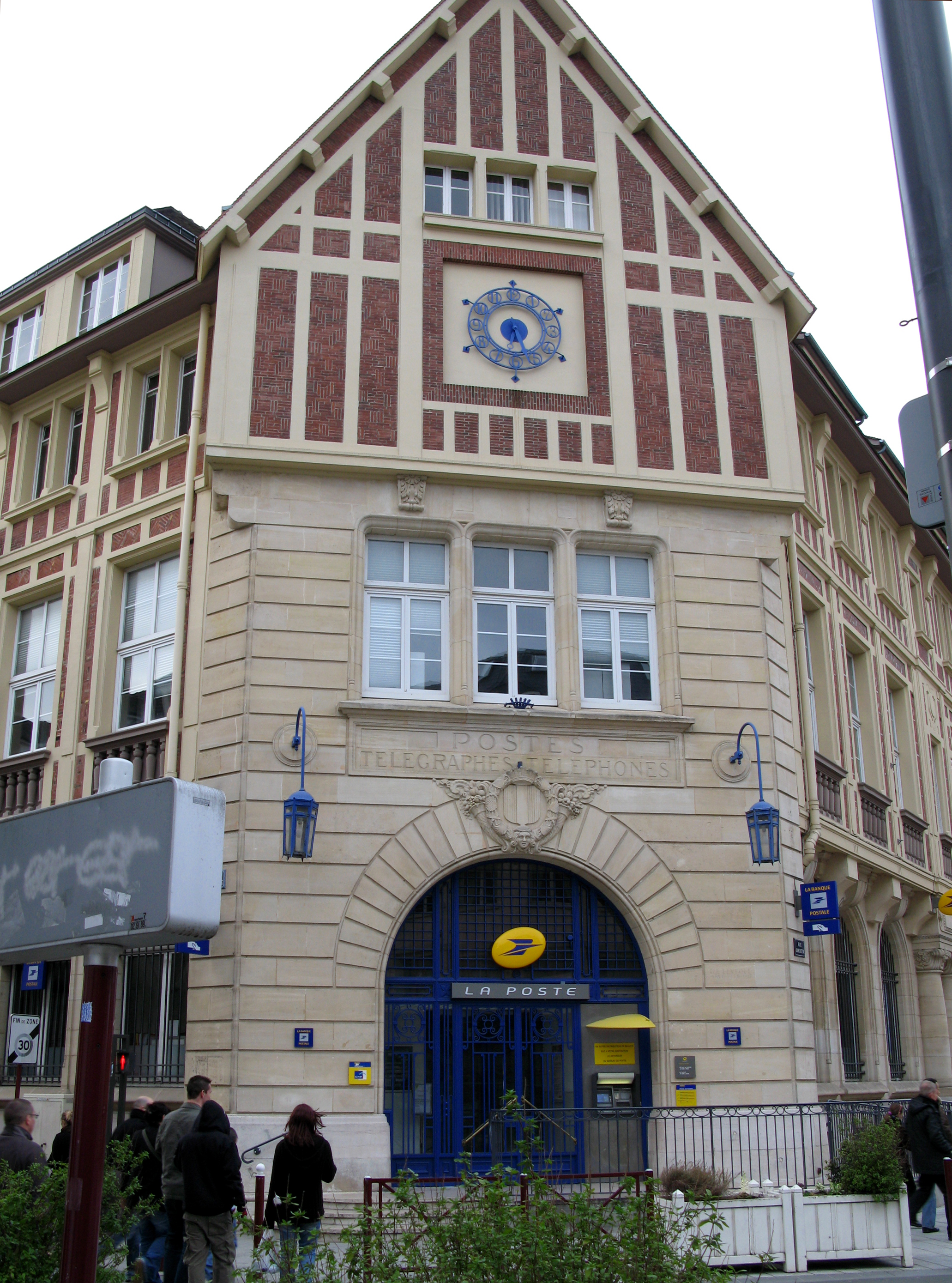
Пошта на розі вулиць rue Jean Racine та rue Gambetta.
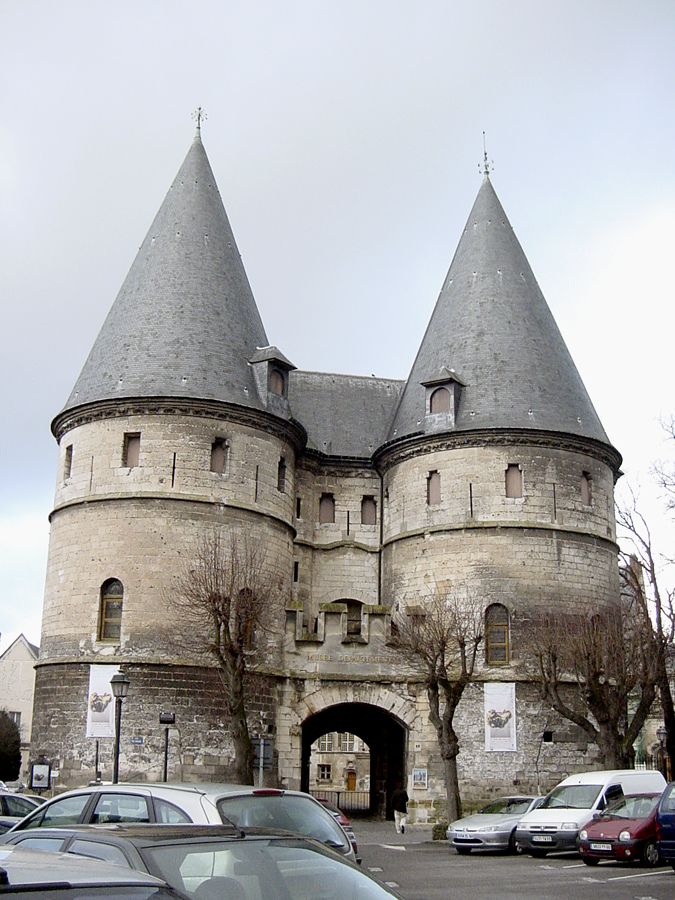
Музей
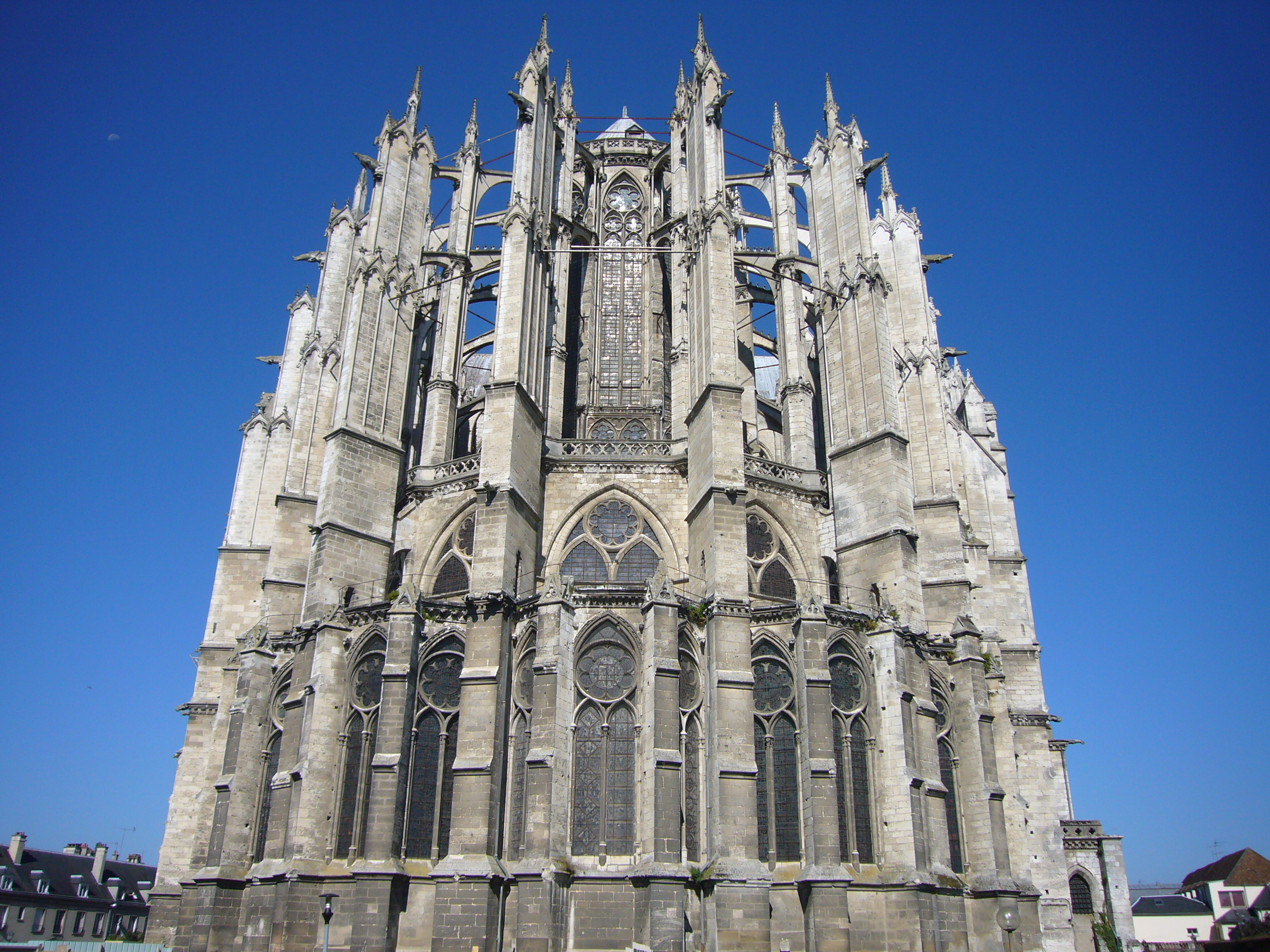
Собор Святого Петра
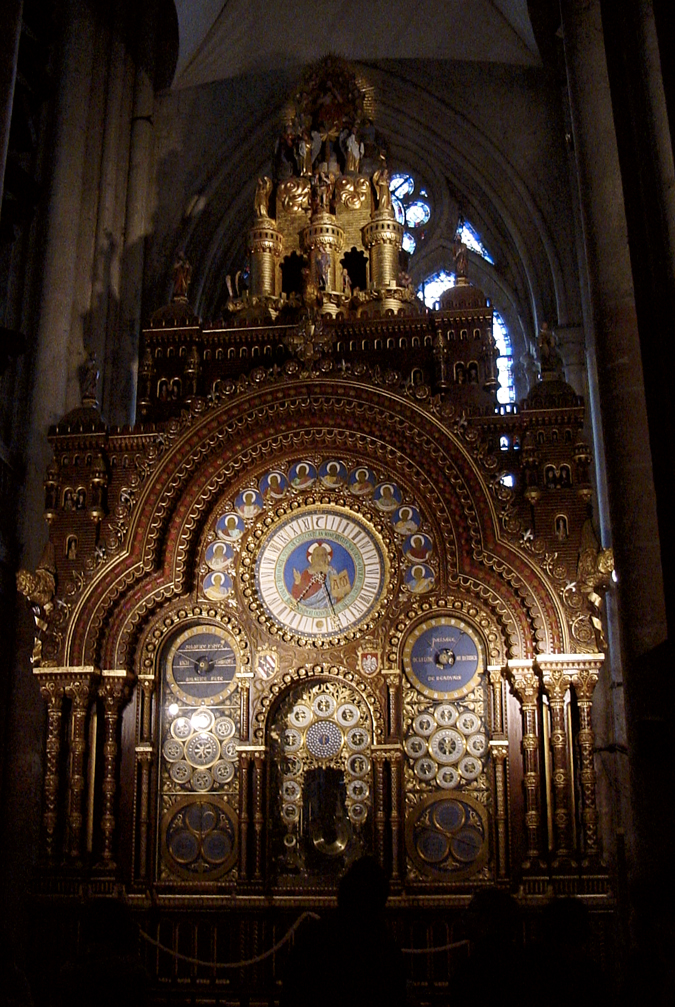
Астрономічний годинник